# Меркендорф (Тюрингия)
Меркендорф (нем. Merkendorf) — деревня в Германии, в земле Тюрингия. Входит в состав города Цойленрода-Трибес района Грайц.
Впервые упоминается в 1324 году как Миркиндорф. Название имеет славянское происхождение.
Ранее Меркендорф имел статус общины (коммуны). 1 декабря 2011 года вошёл в состав города Цойленрода-Трибес.
В деревне расположена лютеранская церковь.

## Динамика населения
| - 1994: 319 - 1995: 335 - 1996: 334 - 1997: 329 - 1998: 330 - 1999: 348 | - 2000: 338 - 2001: 333 - 2002: 342 - 2003: 339 - 2004: 327 - 2005: 330 | - 2006: 322 - 2007: 318 - 2008: 307 - 2009: 296 - 2010: 290 - 2013: 289 |